# Nicolas Besnier
Pour les articles homonymes, voir Besnier.
Nicolas Besnier est un architecte et orfèvre français né à Paris en 1686, baptisé le 6 novembre 1686, mort à Paris le 14 juin 1754. 
Il a été écuyer, seigneur de Choisy-le-Roi, échevin de Paris, conseiller du roi et de la ville de Paris. Il a partagé avec Thomas Germain et Claude II Ballin le titre d'orfèvre du Roi. Tous les trois installés aux galeries du Louvre, ils ont fait de leurs ateliers des lieux de recherche et d'invention dont les œuvres achetées par les cours étrangères ont exercé une influence dans leurs pays.

## Biographie
Nicolas Besnier est le fils de François Besnier, Chef du gobelet du roi et de la duchesse de Bourgogne, essayeur-contrôleur des ouvrages d'étain de la Ville de Paris, et d'Henriette-Jeanne de Meaux de Vallière. Son parrain est Nicolas Delaunay.
Nicolas Besnier a fait le voyage en Italie comme architecte d'octobre 1709 à octobre 1712. Il a obtenu le premier prix d'architecture de l'académie de Saint-Luc de Rome en 1711.
Il est maître orfèvre en 1714. Il a épousé Anne-Marguerite Cellot. Il est logé aux Galeries du Louvre à partir de 1718.
Il est nommé orfèvre du Roi par un brevet du 1er septembre 1723. Il a travaillé pour la cour de France, notamment pour le remplacement du sevice de vermeil et d'argent dit « de l'ordinaire du Roi » (dont il ne reste rien) et pour les affaires étrangères. Il a fourni le comte de Tarroca, le comte de Pontchartrain, la duchesse de Retz, la duchesse d'Harcourt, le maréchal de Castries, le duc de Bouillon, le duc et la duchesse de Levy, Horace Walpole, Gaspard-César-Charles de L'Escalopier, William Bateman, l'église Saint-Louis-en-l'Île, la cour d'Espagne. 
Le musée du Louvre abrite onze objets (huit acquis en 2019, trois en 2020) d’un ensemble de 41 pièces de la toilette en vermeil, (parfois appelée "toilette de Modène") créée par  Nicolas Besnier pour le mariage en 1720 de Charlotte-Aglaé d'Orléans, petite fille de Louis XIV et fille de Philippe II d’Orléans, avec François Marie III d’Este, duc de Modène.
En 1726-1727, il a réalisé pour George Ier, roi de Grande-Bretagne (1714-1727), et d'Horace Walpole (1678-1757), ambassadeur d'Angleterre en France de 1723 à 1730, le service Walpole dont deux pots à oille et leurs plateaux ont été classés trésor national le 10 juillet 2013 avant d'entrer dans les collections du Musée du Louvre par l'intermédiaire de la Société des amis du Louvre.
Il devient échevin de la ville de Paris le 16 août 1729. 
Jean-Baptiste Oudry très protégé par l'intendant des finances Louis Fagon (1680-1744), fils de Guy-Crescent Fagon, s'est associé avec Nicolas Besnier pour prendre la direction manufacture de Beauvais. Oudry est nommé directeur artistique et financier de la manufacture de tapisseries de Beauvais, Nicolas Besnier, directeur de la manufacture, se serait, paraît-il, occupé que de la comptabilité. Ils ont reçu en 1734 les lettres patentes leur donnant la concession du privilège de la manufacture pendant vingt ans. Jusqu'en décembre 1753, il est directeur de la manufacture royale de tapisserie de Beauvais. Il a supervisé la création de nouvelles tentures par son associé Jean-Baptiste Oudry :
- Métamorphoses d'Ovide en 1734,
- Verdures fines en 1735, par Charles-Joseph Natoire,
- Histoire de don Quichotte en 1735, par Charles Joseph Natoire, suite en 10 tapisseries, pour le fermier général Pierre Grimod Dufort[6],
- Les fêtes italiennes en 1736, par François Boucher,
- Histoire de Psyché en 1741, par François Boucher, comprenant de cinq pièces, dont des suites complètes ont été réalisées à la demande  d'un commanditaire de Marseille en 1742, de l'ambassadeur d'Espagne en 1744, du roi de Suède en 1745, de l'infant duc de Parme en 1748, de Louis XV en 1758 et du roi de Prusse en 1764[7],
- Tenture chinoise en 1743,
- Les amours des dieux en 1749,
- La noble pastorale, les fragments d'opéra en 1752.

Cette période a été la plus réussie de la manufacture de Beauvais.
Il prend en apprentissage Pierre Germain dit le Romain (1703-1783) par contrat du 21 avril 1736 qui avait commencé à travailler dans l'atelier de Jacques Roëttiers, entre 1733 et 1736, qui est devenu son gendre en 1734. 
Il quitte son logement aux galeries du louvre en 1739.
Il remet son poinçon d'orfèvre le 1er avril 1744.

## Famille
Il a été marié à Anne-Marguerite Cellot (†1729).
Sa fille, Marie-Anne Besnier (1718-1812), s'est mariée en 1734 avec Jacques Roëttiers de la Tour, reçu maître orfèvre par privilège du Roy en vertu d'un arrêt du Conseil en date du 23 septembre 1733, orfèvre du roi,. Le 22 décembre 1737, il a été l'adjoint de Nicolas Besnier dans la charge d'orfèvre du roi. Il a obtenu en 1738 la survivance et le logement des Galeries du Louvre. Il a succédé à son beau-père comme garde de l'Orfévrerie en 1754.